# Мадху и Каитабха
Мадху (санскр. मधु) и Кайтабха (санскр. कैटभ) — имена двух асуров в индуистских писаниях. Связаны с индуистской космологией.

## Легенда

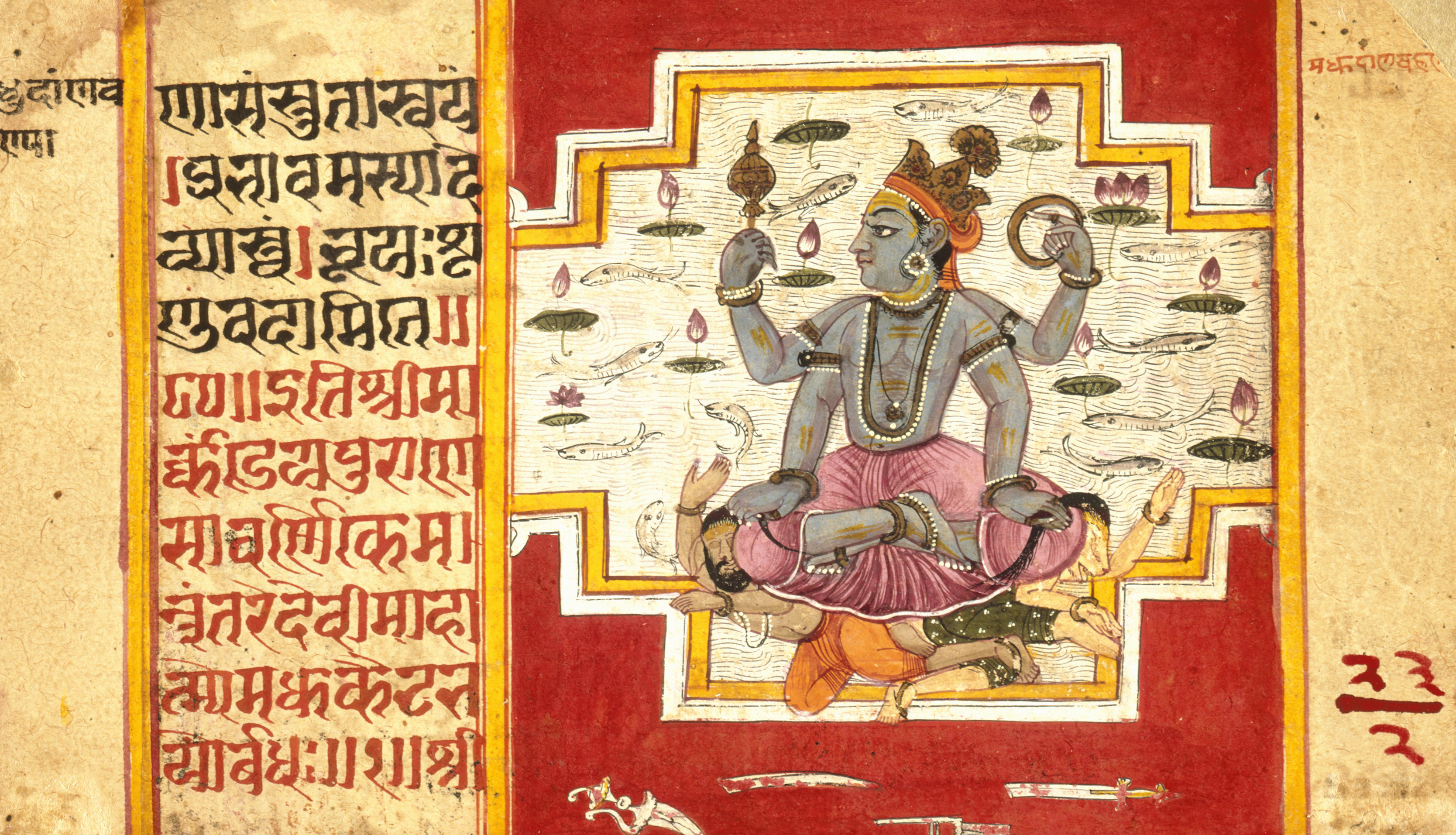
Фолиант смерти Мадху и Кайтабхи

Мадху и Кайтабха родились от божества Вишну, когда тот находился в медитативном состоянии йоганидры. Из его пупка вырос лотос, на котором восседал творец Брахма, созерцая создание космоса. Две капли росы на лотосе были созданы Вишну. Одна капля была сладкой, как мед, и из этой капли появился Мадху, наделенный атрибутом тамаса (тьмы). Другая капля была твердой, и из неё родился Кайтабха, наделенный атрибутом раджаса (активности).
Согласно Девибхагавата-пуране, Мадху и Кайтабха произошли от ушной серы Вишну и совершили долгий период тапаса, посвященного богине Махадеви, используя мантру Вагбиджа. Богиня даровала им способность смерти только с их согласия. Затем гордые асуры начали нападать на Брахму и украли Веды, спрятавшись в Патале. Брахма обратился за помощью к Вишну и восхвалял божество, чтобы пробудить его. Затем два асура сразились с Вишну и не проиграли. По совету Махадеви Вишну уничтожил двух асуров хитростью: Вишну похвалил силы двух асуров и сказал, что будет рад даровать им блага. Смеясь, хвастливые асуры, гордящиеся своими победами над Вишну, сказали, что сами готовы даровать ему блага. Вишну ловко попросил Мадху и Кайтабху убить их.
Побежденные асуры разрешили Вишну убить их в любом безводном месте, полагая, что они все ещё будут непобедимы на Мировом Океане. Впоследствии они были побеждены Вишну с помощью Сударшана-чакры:

Бог богов увеличил свои собственные бедра
И показал им безводное [место], находящееся над водою. 
«Здесь нет воды, о данавы, головы поместите сюда,
И так я сдержу свое слово, а вы – свое». 
Тогда, услышав правдивые слова его и поразмыслив над ними, те данавы
Увеличили свои тела до размера в тысячу йоджан.
Бхагаван же увеличил своё седалище вдвое больше этого размера, и
изумленные тогда, данавы
Положили головы на это удивительнейшее седалище. 
Тогда могущественный Вишну диском отсек
На своем седалище стремительно их головы.— Девибхагавата-пурана, Книга 1
В «Бхагавата-пуране» говорится, что во время творения асуры Мадху и Кайтабха украли Веды у Брахмы и поместили их глубоко в воды первобытного океана. Вишну в своем проявлении как Хаягрива убил их и вернул Веды. Тела Мадху и Кайтабхи распались на 2 раза по 6 — что составляет двенадцать частей (две головы, два туловища, четыре руки и четыре ноги). Считается, что они представляют собой двенадцать сейсмических плит Земли.
Согласно другой легенде, Мадху и Кайтабха были двумя асурами, которые стали достаточно могущественными, чтобы уничтожить Брахму. Однако Брахма заметил их и умолял богиню Махамайю о помощи. Затем Вишну проснулся, и два сговорившихся асуры были убиты. Вишну получил эпитеты Мадхусудана — убийца Мадху и Кайтабхаджит — победитель Кайтабхи.
В «Махабхарате» говорится, что у асуров родился ребёнок по имени Дхундху. Из-за его желания отомстить Вишну за убийство его отцов, он был убит королем Кувалашвой из династии Икшваку и его сыновьями.